# イノシカチョウ
イノシカチョウは、吉本興業（大阪本社）所属のお笑いトリオ。2019年結成。NSC大阪校35期生。よしもと漫才劇場を中心に活動中。

## メンバー
- 関本（1993年9月22日[2] - ）（31歳）
  - 立ち位置は向かって左側。トリオの背が低い方。
  - 愛知県名古屋市出身。身長166cm、体重58kg[2]。
  - 本名：関本 伸（せきもと しん）[3][注釈 1]
  - 趣味は料理等[2]。
  - 父からダウンタウン、とんねるず、ウッチャンナンチャンなどのお笑い第三世代のビデオを見せられていたことが影響し、お笑いに興味を持った一方、父にNSCに行くのを反対されたため、作家になると嘘の申告をして、家を出て両親から独立した。大学には合格したものの、入学を辞退し、高校卒業後すぐにNSCに入学した[4]。
  - YouTubeにて個人チャンネル「イノシカチョウ関本の目指せVtuberチャンネル」を持っている[5]。
- 純吉（1991年11月21日[2] - ）（33歳）
  - 立ち位置は向かって中央。トリオの太ってる方。
  - 大阪府枚方市出身。身長176cm、体重102kg[2]。
  - 本名：高田 純吉（たかだ じゅんきち）[3][6]
  - 特技はノーリアクション（スタンガンまでの痛みなら可）[2]。
  - ブラックマヨネーズが優勝した2005年からM-1グランプリを録画しており、お笑いに興味を持った。1年間のアルバイトの後にNSCに入学[4]。
  - 2023年初頭までは「高田」として活動し、その後現芸名に改名[6]。
  - 2023年9月11日、急性膵炎による体調不良で2 - 3週間休養することを発表した[7]。
- ムギ（1992年8月26日[2] - ）（32歳）
  - 立ち位置は向かって右側。トリオの細い方。
  - 滋賀県長浜市出身。身長178cm、体重58kg[2]。
  - 本名：佐藤 直輝（さとう なおき）[8]
  - 『ダウンタウンのガキの使いやあらへんで!』の罰ゲームを見て楽しそうな仕事だと思い、小学生の頃から芸人になると両親に表明[4]。高校卒業後、ガラス工場で働いて入学資金の40万円を貯め、1年後にNSCへ入学した[9]。
  - 2021年1月14日、「佐藤」から現芸名に改名。名付け親は同期である20世紀のしげ[10]。

## 来歴
もともとは、ムギと純吉が「シュークリーマーズ」として活動していたが解散し、関本と純吉が「ピュアピュアズ」を結成。その後ムギが再び合流してトリオとなり、「イノシカチョウ」を結成。当初は食べ物が入っているというジンクスで「オムライス」という名前が純吉から提案されたが、ムギからNARUTO-ナルト-に登場する3人組「猪鹿蝶」が提案され現トリオ名となった。解散危機に陥っていた中、キングオブコント2022で初の準決勝に進出し解散危機を乗り越えた。

## 芸風
主にコントだが漫才も行う。漫才はコント漫才で関本がツッコミ、純吉とムギがボケとなることが多い。コントではボケツッコミは固定していない場合が多い。
トリオのうち1人が休演した場合、残った2人でユニットとして舞台に出演する事がある。純吉が急性膵炎で休養していた間のムギと関本のユニット名は「ナオちゃんシンちゃん」。

## 賞レースの戦績

### M-1グランプリ
| 年度             | 結果         | エントリー No. | 会場                                 | 日程     | 備考                 |
| ---------------- | ------------ | -------------- | ------------------------------------ | -------- | -------------------- |
| 2019年（第15回） | 3回戦進出    | 4123           | [大阪]よしもと漫才劇場               | 10月29日 |                      |
| 2020年（第16回） | 2回戦進出    | 4060           | [京都]よしもと祇園花月               | 10月28日 |                      |
| 2021年（第17回） | 準々決勝進出 | 4285           | [大阪]なんばグランド花月             | 11月10日 | 追加合格で初準々決勝 |
| 2022年（第18回） | 3回戦進出    | 5258           | [大阪]よしもと漫才劇場               | 10月25日 |                      |
| 2023年（第19回） | 準々決勝進出 | 4667           | [大阪]なんばグランド花月             | 11月20日 |                      |
| 2024年（第20回） | 3回戦進出    | 6323           | [大阪]COOL JAPAN PARK OSAKA TTホール | 10月29日 |                      |

### キングオブコント
| 年度             | 結果         | 会場                           | 日程      | 備考         |
| ---------------- | ------------ | ------------------------------ | --------- | ------------ |
| 2021年（第14回） | 準々決勝進出 | [大阪]YES THEATER              | 8月17日   |              |
| 2022年（第15回） | 準決勝進出   | [東京]新宿文化センター大ホール | 9月1・2日 | 初準決勝進出 |
| 2023年（第15回） | 準々決勝進出 | [大阪]よしもと漫才劇場         | 8月17日   |              |
| 2024年（第16回） | 準々決勝進出 | [大阪]ドーンセンター           | 8月11日   |              |

### その他
- 2021年2月 よしもと漫才劇場グランドバトル 総合6位。UPTOYOU!サバイバルステージ選抜メンバーから劇場メンバーに加入。
- 2022年 カーネクストpresents オールザッツ漫才優勝

## 出囃子
- 怪獣大戦争マーチ

## 出演

### テレビ
- アキナ・和牛・アインシュタインのバツウケテイナー（サンテレビ、2019年8月27日）
- 2時45分からはスローでイージーなルーティーンで（関西テレビ、2021年7月8日）
- カーネクストpresents オールザッツ漫才 （MBS毎日放送、2022年12月29日）
- ミキBASE〜いいね！で応援（MBS毎日放送、2023年4月17日）
- さや香・ラニーノーズ・ネイビーズアフロのバツウケテイナーR（サンテレビ、2023年5月9日）
- 千鳥のクセスゴ!（フジテレビ、2024年4月28日）

### インターネット配信
- 吉本自宅ゲーム部「吉村新人のPUBってハニーチャンネル」（2020年7月18日 - 2021年6月12日、Mildom）毎週土曜22時から生配信。出演回（2020年9月12日、10月24日、10月31日、12月19日、12月26日、2021年2月27日、4月24日、6月5日）（ムギ）
- 黒帯の黒帯会議（YouTube）にゲスト出演。「捨てた相方を5年越しに拾い、トリオになったイノシカチョウの不思議な三角関係」[18]（2020年12月22日）
- YouTubeチャンネル「たくちゃんしんちゃんチャンネル」[19] - 20世紀しげと共にシェアハウスの様子やラジオを配信していた。

### ラジオ
- 2020年12月10日、音声配信アプリ（Radiotalk）にて、「イノシカチョウのこいこいラジオ」がスタート。
- 2021年10月3日、音声配信アプリ（Radiotalk）にて、「ムギの化粧水と乳液」(現在は「ムギのお悩み相談室」)がスタート。（ムギ）
- 2022年9月25日、音声配信アプリ（Radiotalk）にて、「こちら関本です、どうぞ。」がスタート。（関本）
- 月曜日のオンスト（YES-fm、2022年11月14日 ビスケットブラザーズの代演により出演）

## ライブ

### 単独ライブ
| 回    | 開催           | タイトル           | 会場             | 概要 |
| ----- | -------------- | ------------------ | ---------------- | ---- |
| 第1回 | 2021年11月5日  | 猪鹿蝶             | よしもと漫才劇場 |      |
| 第2回 | 2022年5月13日  | 五光               | よしもと漫才劇場 |      |
| 第3回 | 2022年12月30日 | 江戸アドニティ     | よしもと漫才劇場 |      |
| 第4回 | 2023年5月20日  | 素材そのもの       | よしもと漫才劇場 |      |
| 第5回 | 2024年2月24日  | いのちをだいじに!! | よしもと漫才劇場 |      |
| 第6回 | 2024年6月9日   | 13歳               | よしもと漫才劇場 |      |

### 主な出演ライブ
- コント機動隊（ロングコートダディ／ニッポンの社長／隣人とのユニットライブ。尚キングオブコント2022における大阪からの準決勝進出5組のうち4組がコント機動隊メンバーである。2023年3月15日をもって最終回を迎えた。）
- 実況パワフルライブ（ビスケットブラザーズ／天才ピアニスト／滝音とのユニットライブ。滝音、ビスケットブラザーズが東京進出したため2024年3月18日をもって最終回を迎えた。）
- 未来ガジェット研究所(ヒューマン中村／うただ／ぎょうぶ／ザ・布団／侍スライスとのユニットライブ)
- 漫才漫才×コントコント（金属バット／マイスイートメモリーズ／黒帯とのユニットライブ）
- デカ⭐︎コン（20世紀／ゴエモン／フミ／うただ／cacaoとのユニットライブ）
- シン・森ノ宮（三遊間／うただ／ゴエモン／濱田祐太郎とのユニットライブ）
- 元祖!あっぱれコント組!!（蛙亭／そいつどいつ／隣人とのユニットライブ）
- 大阪城コントパーク（セルライトスパ／隣人／天才ピアニストとのユニットライブ）
- ミラクル連合（スナフキンズ／うただ／とくいちとのユニットライブ）
- 4リード（うただ／空前メテオ／例えば炎とのユニットライブ）
- ズッ友3人組（関本のみ出演）
- 大喜利エンジョイライブ（純吉のみ出演）
- 4品（ムギのみ出演）
- 杉本と佐藤とユートピア（ムギのみ出演）